# U3 (Berlin)
U3 je linija Berlinskog U-Bahna.
Do 1993. godine oznaka U3 se odnosila na odjeljak linije između Wittenbergplatza i Uhlandstraßea. Ona je prenumerirana u U15 i postala je ogranak U1.
U3 je također i privremeni broj planirane nove linije koja bi produžila staru U3 na zapad duž Kurfürstendamma ka Westkreuzu i na istok preko Potsdamer Plaza i Alexanderplaza ka Weißenseeu. Kao priprema za ovo, izgrađeni su neki kratki odjeljci tunela, uključujući i kompletnu stanicu na Potsdamer Plazu. Međutim, financijska ograničenja čine završetak linije u doglednoj budućnosti upitnim.